# 21 cm Kanone 12 (Eisenbahn)
21 cm Kanone 12 (Eisenbahn) Langer Gustav – niemieckie działo kolejowe dalekiego zasięgu o kalibrze 210 mm. Oficjalnie armata ta powstała nie jako operacyjna broń, ale raczej w roli eksperymentalnego działa mającego przynieść wiele praktycznych danych balistycznych, w rzeczywistości ważnym powodem jej powstania była rywalizacja pomiędzy niemiecką armią a marynarką wojenną. W 1935 postanowiono wrócić do projektu budowy działa o bardzo dalekim zasięgu.
Pierwsze próby w 1935 przeprowadzono z działem o kalibrze 105 mm. Bazując na doświadczeniach "działa paryskiego" szukano wówczas sposobu zapobieżenia zbytniego i przedwczesnego niszczenia się długiej lufy, opracowano specjalne pociski z "klinami" pasującymi do bruzd gwintu lufy. Lufę o kalibrze 210 mm wyprodukowano w 1937, okazało się wówczas, że licząca ponad 33 m długości lufa (L/158 – o długości 158 kalibrów) była tak ciężka, że załamywała się pod wpływem własnej wagi, co wymusiło użycie zewnętrznych zastrzałów wzmacniających ją.
K 12 E weszła do służby jako "tajna broń" w 1938, pierwsze testy pokazały, że miała ona zasięg około 120 km, ale specjalna amunicja, która miała zapobiegać niszczeniu się lufy, w rzeczywistości przyspieszała ten proces, ograniczając żywotność lufy do około 90 strzałów.
W 1940 armata został przewieziona w okolice Pas-de-Calais, skąd ostrzeliwała wybrzeże Kentu. Najdalszy zaobserwowany w Anglii pocisk spadł w okolicach Rainham (około 85 km od działa), ale większość oddanych strzałów nie została w Anglii w ogóle zauważona, jako że pociski lądowały na niezaludnionych terenach, a ilość materiału wybuchowego w pociskach była tak mała, że nie powodowała praktycznie żadnych zniszczeń. Z wojskowego punktu widzenia projekt ten był zupełnym fiaskiem i pochłonął wiele środków, nie przynosząc żadnych praktycznych rezultatów.